# Laetitia Colombani
Pour les articles homonymes, voir Colombani.
Laetitia Colombani, née en 1976 à Bordeaux, est une réalisatrice, actrice, scénariste et écrivaine française.

## Biographie
Laetitia Colombani est née en 1976 ; sa mère est bibliothécaire, son père ingénieur. Après deux années de classe préparatoire Cinésup à Nantes, elle entre à l’École nationale supérieure Louis-Lumière. Elle obtient son diplôme en 1998.
Elle écrit et réalise des courts-métrages, puis deux longs-métrages : À la folie... pas du tout (2002) avec Audrey Tautou, Samuel Le Bihan et Isabelle Carré, qui remporte le Prix Sopadin Junior du meilleur scénario, puis Mes stars et moi (2008) avec Kad Merad et Catherine Deneuve. Elle travaille aussi pour la scène et coécrit la comédie musicale Résiste en 2015 d’après les chansons de France Gall composées par Michel Berger (Palais des Sports de Paris et tournée dans toute la France).
Elle est également comédienne à la télévision et au cinéma, dans une douzaine de longs métrages, dont Cloclo de Florent Emilio Siri, sorti en 2012, et Fête de famille, de Cédric Kahn en 2019.
Son premier roman La Tresse,, paraît chez Grasset en mai 2017. Il relate l'histoire de trois femmes aux destinées très différentes, et vivant en Inde, en Sicile et au Canada,. Le roman « s’est arraché à l’étranger avant même sa sortie ». Il connaît rapidement « le succès », en France également : il compte deux millions d'exemplaires vendus en France, grand format et poche confondus, et est traduit en quarante langues. Il remporte plus d'une vingtaine de prix littéraires en France et à l'étranger, dont le 40° Prix Relay des Voyageurs Lecteurs, le Trophée littéraire 2017 des Femmes de l'Économie et le Globe de Cristal 2018 du premier roman. Il fait partie de la sélection des meilleurs livres 2018 du Magazine Elle. L'album pour enfant La tresse ou le voyage de Lalita, adapté du roman par l'auteure et illustré par Clémence Pollet, est paru en novembre 2018. La Tresse est également adaptée au théâtre en France, en Espagne et en Italie. En 2022, l'adaptation cinématographique de La Tresse a été réalisée par Laetitia Colombani. Le film s'est tourné dans les trois pays du roman, l'Inde, le Canada et l'Italie.
Le 15 mai 2019, son deuxième roman, Les Victorieuses, est publié par les éditions Grasset. L'intrigue se développe autour du palais de la Femme à Paris, fondé par Blanche Peyron. Le roman est également un best seller et se vend à 500 000 exemplaires en France. Il est traduit dans une vingtaine de langues. L'album pour enfant Les victorieuses ou le palais de Blanche parait en 2021.
Son troisième roman, Le Cerf-Volant, est publié en juin 2021 chez Grasset et se vend à 400 000 exemplaires. Il est également traduit dans une vingtaine de langues.
En 2021, elle joue, au théâtre Édouard-VII, dans une pièce qu'elle a écrite, Le Jour du Kiwi. La mise en scène est de Ladislas Chollat, les autres acteurs sont Gérard Jugnot, Arthur Jugnot et Elsa Rozenknop. L'intrigue tourne autour d'un homme solitaire et misanthrope, dont la vie bascule le jour où il découvre qu'un yaourt a disparu dans son frigo. La pièce est reprise en janvier 2023 au théâtre Edouard-VII et connait un très grand succès.
En septembre 2023, Le voyage de la Tresse parait aux éditions Grasset. Journal de bord du film La Tresse, le livre est illustré de plus de 200 photos. L'auteure-réalisatrice y raconte le tournage sur les trois continents et le travail d'adaptation de la page à l'écran.

## Filmographie

### Actrice
- 1998 : Le Dernier Bip de Laetitia Colombani (court-métrage) : Emma Merowski
- 1998 : La Cousine Bette (Cousin Bette) de Des McAnuff : non créditée au générique
- 2002 : Paradisco de Stéphane Ly-Cuong : la femme aux chocolats
- 2003 : La Faucheuse de Vincenzo Marano et Patrick Timsit (court-métrage) : Marie
- 2003 : Gomez et Tavarès de Gilles Paquet-Brenner : Séverine
- 2003 : Casting urgent de Laetitia Colombani (court-métrage) : la directrice du casting
- 2004 : Qui mange quand ? de Jean-Paul Lilienfeld (téléfilm) : l'hôtesse du breakfast
- 2005 : Libre échange d'Olivier de Plas (court-métrage) : Florence
- 2005 : Belle, enfin possible de Régis Roinsard (court-métrage) : la standardiste
- 2005 : Pas bouger ! de Xavier Daugreilh (court-métrage) : la mère
- 2005 : Retiens-moi de Jean-Pierre Igoux (téléfilm) : Virginie
- 2008 : Mes stars et moi de Laetitia Colombani : La Psy-chat-nalyste
- 2012 : Cloclo de Florent-Emilio Siri : Vline Buggy
- 2014 : J'aurais pas dû mettre mes Clarks de Marie Caldera (court-métrage) : la réalisatrice
- 2015 : La Boule noire de Denis Malleval (téléfilm) : Madame Fabre
- 2019 : Fête de famille de Cédric Kahn : Marie
- 2021 : Les Choses Humaines de Yvan Attal : La Psychologue

### Réalisatrice

#### Courts métrages
- 1998 : Le Dernier Bip
- 2003 : Une fleur pour Marie
- 2003 : Quelques mots d'amour
- 2003 : Casting urgent

#### Longs métrages
- 2002 : À la folie... pas du tout
- 2008 : Mes stars et moi
- 2023 : La Tresse, adaptation du livre homonyme[14].

## Théâtre
- 2021 : Le Jour du kiwi (auteure et interprète), mise en scène Ladislas Chollat, théâtre Édouard-VII

## Publications
- La Tresse[2],[7] (roman), Paris, Grasset, 2017, 224 pages  (ISBN 978-2-246-81388-0) (version Livre de Poche en 2018)
- La Tresse ou le voyage de Lalita, (album pour enfant), Grasset, 2018
- Les Victorieuses (roman), Paris, Grasset, 2019 (version Livre de Poche en 2020)
- Les Victorieuses ou le palais de Blanche (album pour enfant), Grasset, 2021
- Le Cerf-volant (roman), Paris, Grasset, 2021 (version Livre de Poche en 2022)

## Distinctions
- Sélectionnée en 2002 au Festival international du film de Valladolid pour À la folie... pas du tout
- Prix Relay des Voyageurs Lecteurs 2017[11] pour La Tresse
- Trophée littéraire 2017 des Femmes de l'Économie pour La Tresse
- Globe de Cristal 2018 du Meilleur Roman pour La Tresse
- Prix Ulysse 2017 du Premier Roman pour La Tresse
- Prix de l'Office Central des Bibliothèques pour La Tresse
- Prix des Zonta Clubs de France pour La Tresse
- Prix de la FNABEH (Fédération Nationale des Associations de Bibliothèques en Etablissements Hospitaliers) pour La Tresse